# Allan Juel Larsen
Allan Juel Larsen (* 21. November 1931 in Frederiksberg; † 11. Februar 2017) war ein dänischer Radrennfahrer und nationaler Meister im Radsport.

## Sportliche Laufbahn
Larsen startete für den Verein FBC Kopenhagen. Er war Teilnehmer der Olympischen Sommerspiele 1956 in Melbourne. Dort startete er im 1000-Meter-Zeitfahren und wurde beim Sieg von Leandro Faggin auf dem 13. Rang klassiert.
1955 gewann er die nationale Meisterschaft im Tandemrennen.